# Erholungsheim
Ein Erholungsheim ist ein Beherbergungsbetrieb der öffentlichen Hand oder privater Vereine, Genossenschaften oder Stiftungen, der sich vom üblichen Beherbergungsbetrieb (Hotel) dadurch unterscheidet, dass er in der Regel nur vorangemeldeten Personen oder Gruppen offensteht.

## Funktionen und Formen
Erholungsheime werden für die medizinische oder berufliche Rehabilitation genutzt um vorbeugend oder nachsorgend zur medizinischen Betreuung beizutragen und (oder) einen Ortswechsel zu ermöglichen. Kirchliche Erholungsheime sollen zudem Orte religiöser Gemeinschaft sein, etwa durch Hausandachten. Die Unterarten sind oft nach Nutzergruppen benannt, etwa Arbeiter-, Mütter-, Kinder- oder Familienerholungsheim.

## Geschichte
Außerhalb Europas wurden Erholungsheime zur Kolonialzeit auch Erholungsstationen genannt. Sie dienten europäischen Kolonialisten zur Erholung von Arbeit, Klima und Krankheiten. Besonders wichtig war dies für Europäer im tropischen Küstenklima. Oft lagen diese Heime in Gebirgen des Hinterlands. Ein bekanntes Beispiel war der Höhenkurort Darjeeling in Britisch-Indien. Kleinere Stationen waren auch in allen deutschen Kolonien vorhanden oder geplant.